# Ardenno
della tua veste è qui fra le piante

arse dai fulmini dove s’innalza

la dolce collina d’Ardenno e s’ode

il nibbio sui ventagli di saggina.»
(Salvatore Quasimodo, La dolce collina)
Ardenno (Ardenn in dialetto valtellinese, AFI: [arˈdɛn]) è un comune italiano di 3 217 abitanti abitanti della provincia di Sondrio in Lombardia.
Ardenno è posto ai piedi delle Alpi Retiche, costeggiato dal fiume Adda ed all'imbocco della Val Masino, immediatamente ad est del punto nel quale il fondovalle valtellinese descrive una doppia curva, ad S, aggirando il caratteristico promontorio montuoso del Colmen di Dazio.
Ad Ardenno sostò per un breve periodo il poeta Salvatore Quasimodo, che citò il paese nella poesia "La dolce collina".

## Geografia fisica

### Posizione
Il paese si trova in Valtellina, a circa 16 chilometri ad ovest di Sondrio.

### Frazioni
- Biolo, situato a 600 m. s.l.m. all'imbocco della Val Masino. Paese con una forte identità, caratterizzato da un secolare legame con la città di Roma. Sono presenti in paese una chiesa parrocchiale con una bella facciata barocca e ben conservate architetture rurali.
- Gaggio, definito "il balcone panoramico sopra Ardenno" per via della sua posizione geografica, è una frazione in cui attualmente vivono circa 100 abitanti ed è situato a 550 metri sul livello del mare.
- Màsino, situato alla sinistra del torrente omonimo dove questo raggiunge il piano di Ardenno. Fino a pochi decenni fa composto in prevalenza di stalle e edifici rurali al servizio delle attività agricole e di allevamento delle popolazioni della parte montana del territorio comunale. Oggi, ai vecchi edifici rurali adattati ad abitazione, si aggiungono edifici di nuova realizzazione.
- Piazzalunga si trova sulle pendici del Monte Disgrazia ed è così chiamata per via del corridoio di prati sul quale è collocata.
- Pilasco, poche case, a ovest di Ardenno tra le pendici della Colmen di Dazio (m 913) e la sponda destra del torrente Masino. Pilasco era parte del comune di Dazio sino al 1963 quando passò al comune di Ardenno per volontà dei suoi abitanti, data la maggior comodità.
- Pioda si trova a 702 m s.l.m. e vi risiedono stabilmente solo una quindicina di abitanti. Vi si trova una bella chiesa del '700 dedicata a San Gottardo, elevata nel 1946 a santuario.

## Storia
Giovanni Guler von Weineck, che fu governatore grigione della Valtellina dal 1587 al 1588, così descrive l'abitato di Ardenno:
(Giovanni Guler von Weineck, 1616)
Nel 1963 vi venne aggregata la frazione di Pilasco, già parte del comune di Dazio.

### Simboli
Lo stemma, adottato dal comune anche se privo di formale decreto di concessione, si blasona:

## Società

### Evoluzione demografica
Abitanti censiti

## Cultura
Particolarmente attivo in paese è il Corpo Musicale di Ardenno, già esistente nel 1878 e rifondato dopo la Seconda guerra mondiale. Attualmente è composto da circa una quarantina di musicisti, tra i quali vi sono molti giovani. Si esibisce in concerti e accompagnando le principali celebrazioni religiose e civili.

### Fiere e feste popolari
Numerose sono le celebrazioni religiose popolari ad Ardenno, la maggior parte delle quali si concentra nel periodo estivo:
- Sant'Antonio (17 gennaio) presso la chiesa a lui dedicata (degli Alpini) in località Cavallari, durante la quale viene impartita la benedizione agli animali
- San Giuseppe, festeggiato il 1º maggio nella frazione di Pilasco
- San Gottardo (prima domenica di maggio), festa del Santuario di San Gottardo, in località Pioda
- Natività di San Giovanni Battista (24 giugno) presso la chiesa di S. Giovanni in Val Mala
- San Pietro (29 giugno) presso la chiesa a lui dedicata nella frazione di Masino
- Beata Vergine del Buon Consiglio (terza domenica di luglio) presso la chiesa di Gaggio
- San Lorenzo (10 agosto), patrono della parrocchia che comprende la maggior parte del paese
- Assunzione della Vergine Maria (15 agosto), festa della parrocchia che comprende le frazioni di Biolo e Pioda
- San Rocco (16 agosto) presso la chiesa in località San Rocco
- Sant'Abbondio (31 agosto) presso la chiesa a lui dedicata nella frazione di Piazzalunga

In concomitanza con queste celebrazioni religiose si tengono anche delle feste popolari, spesso accompagnate da balli e cene all'aperto.
Tradizionale è anche la fiera di Ardenno, che si tiene ogni terza domenica di novembre (e il lunedì successivo), anticamente caratterizzata dalla compravendita di animali.

## Infrastrutture e trasporti
La stazione ferroviaria a 1 km dal centro abitato e a circa 7 km da Morbegno è Ardenno-Masino, sulla linea Lecco-Tirano
Inoltre ad Ardenno vi sono 3 fermate dell'autobus, servite giornalmente dalla Società Trasporti Pubblici Sondrio.

## Amministrazione
| Periodo        | Periodo        | Primo cittadino | Partito                        | Carica  | Note  |
| -------------- | -------------- | --------------- | ------------------------------ | ------- | ----- |
| 14 maggio 2001 | 28 maggio 2006 | Enzo Innocenti  |                                | Sindaco | [ 8 ] |
| 29 maggio 2006 | 15 maggio 2011 | Laura Bonat     | Lista Civica Nuovo progetto    | Sindaco | [ 8 ] |
| 16 maggio 2011 | 20 giugno 2016 | Riccardo Dolci  | Lista Civica Con noi...per voi | Sindaco | [ 8 ] |
| 21 giugno 2016 | 3 ottobre 2021 | Laura Bonat     | Lista Civica Civica mente      | Sindaco | [ 8 ] |
| 3 ottobre 2021 | in carica      | Laura Bonat     | Lista Civica Civica mente      | Sindaco | [ 8 ] |